# Kochany
Kochany (prononciation : [kɔˈxanɨ]) est un village polonais de la gmina de Wiśniew dans le powiat de Siedlce de la voïvodie de Mazovie dans le centre-est de la Pologne.
Il se situe à 10 km au sud-ouest de Wodynie (siège de la gmina), environ 33 km au sud-ouest de Siedlce (siège du powiat) et à 67 km au sud-est de Varsovie (capitale de la Pologne).

## Histoire
De 1975 à 1998, le village appartenait administrativement à la voïvodie de Siedlce.

Depuis 1999, il appartient administrativement à la voïvodie de Mazovie